# Cầu Karl
Cầu Karl (tiếng Séc: Karlův most), còn gọi là Cầu Charles là một cây cầu có ý nghĩa lịch sử quan trọng tại Praha, Cộng hòa Séc, được bắt đầu xây vào năm 1357 dưới sự bảo trợ của hoàng đế Karl IV, và hoàn thành vào đầu thế kỷ 15. Cây cầu này thay thế cầu Judith cũ được xây dựng 1158-1172 đã bị hư hỏng nặng bởi một trận lũ 1342. Cây cầu mới này ban đầu được gọi là cầu đá (Kamenný most) hoặc cầu Praha (Pražský most) nhưng đã được đổi tên "Cầu Karl" vào năm 1870. Đây là cây cầu cổ nhất bắc qua sông Vltava và là một trong những cây cầu đá cổ nhất của châu Âu. Là phương tiện duy nhất qua sông Vltava (Moldau) cho đến năm 1841, Cầu Karl là kết nối quan trọng nhất giữa Lâu đài Praha và thành phố cổ cùng các khu vực lân cận. Nó được coi là địa danh nổi tiếng của thành phố và là một trong những di tích văn hóa quốc gia. Cầu Karl cũng nằm trong tuyến đường đăng quang của các vua Bohemia.
Cây cầu dài 621 mét và rộng gần 10 mét, nằm trên 16 mái vòm được bảo vệ bằng những phần ngăn băng, tuyết đóng tụ thành mảng lớn. Cầu có ba tòa tháp cầu và cầu được trang trí với 30 bức tượng, hầu hết theo phong cách baroque, ban đầu được dựng lên vào khoảng năm 1700 nhưng bây giờ tất cả được thay thế bằng những bản sao.

## Lịch sử

### Các kiến trúc trước đó

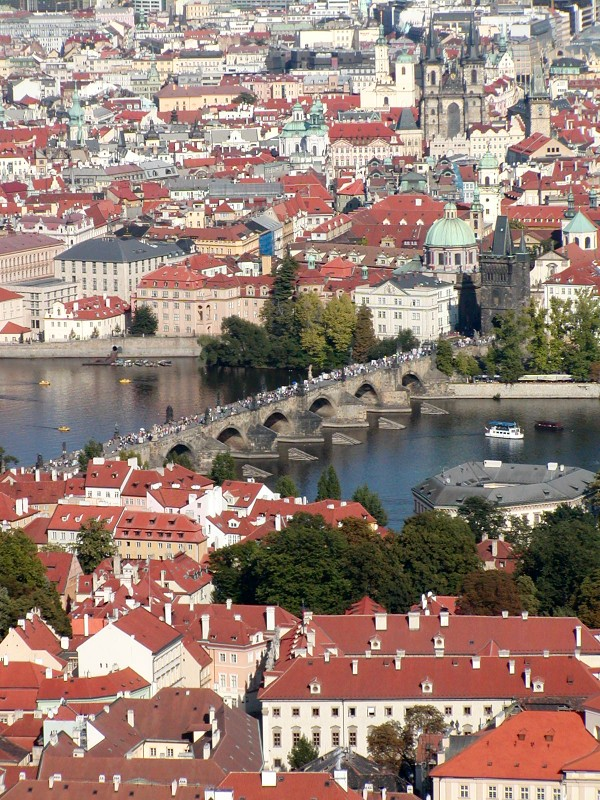
Nhìn từ tháp ở đồi Petřín

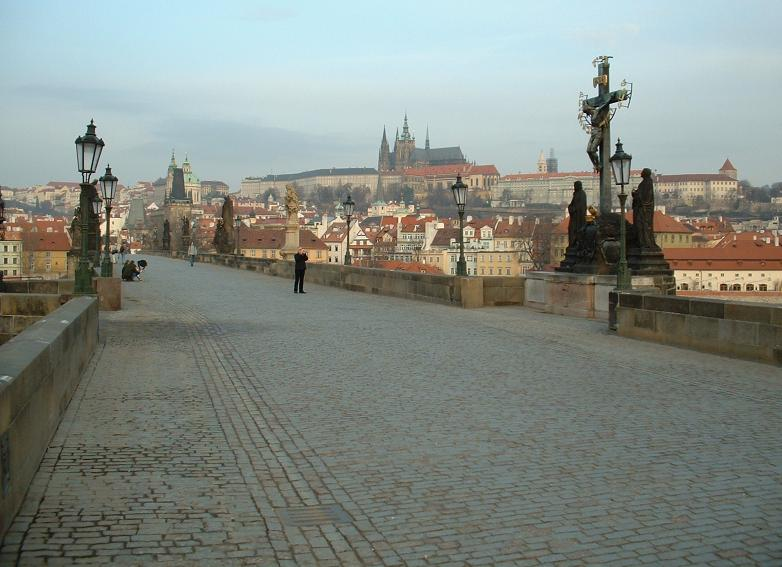
Sáng sớm nhìn từ phía đông tới cầu và Lâu đài Praha, với những bức tượng trên cầu

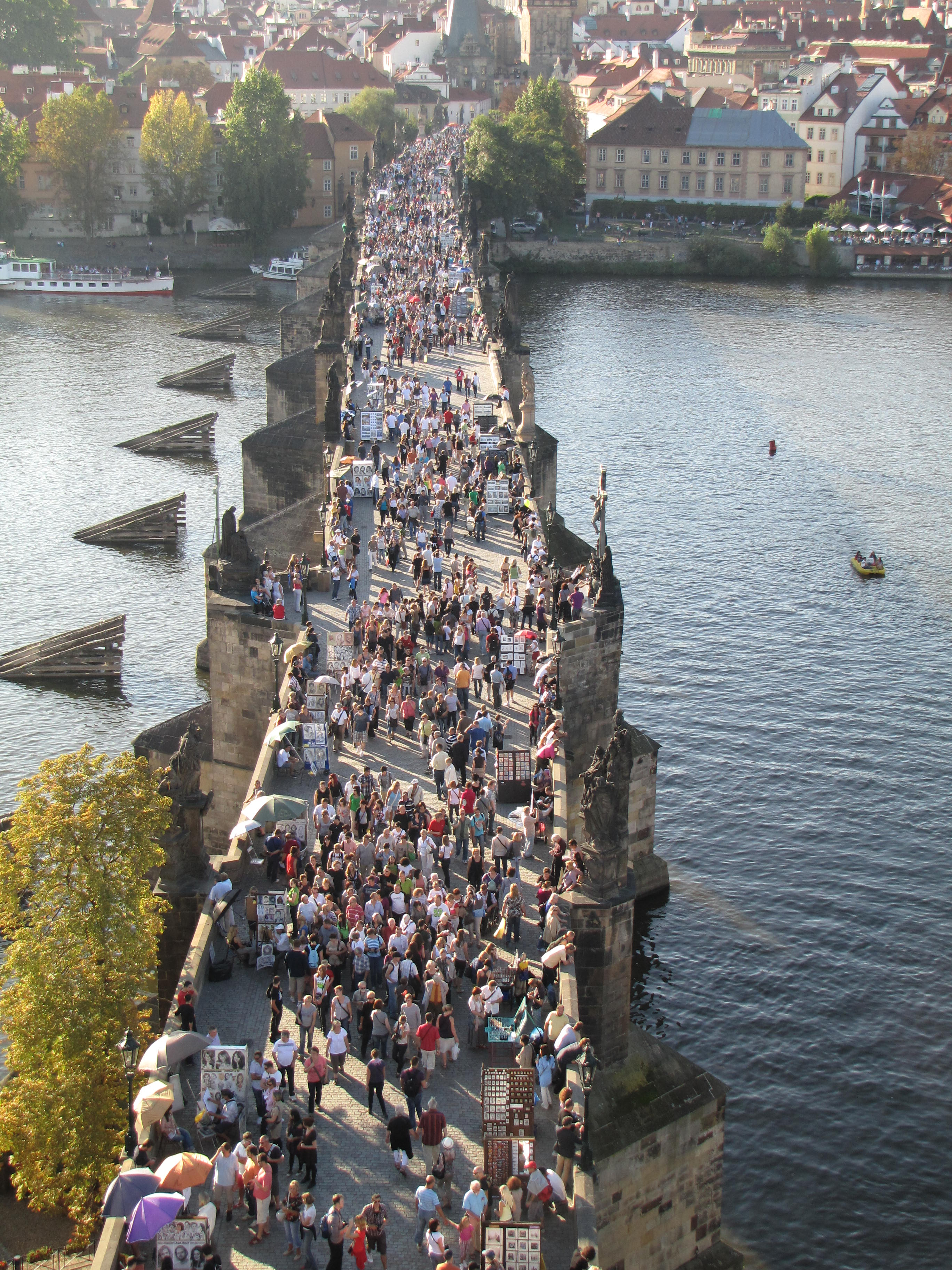
Người đi dạo trên cầu

Ban đầu người ta đi qua sông ở một chỗ cạn, từ thế kỷ thứ 9 được bổ sung thêm với giao thông bằng bè. Một cây cầu bằng gỗ đã được đề cập lần đầu vào thế kỷ 10 bởi một công sứ của Caliph của Cordoba, Abraham ben Jacob. Cây cầu gỗ này đã nhiều lần bị hư hỏng và trong năm 1157 hoặc 1158 bị một trận lụt hoàn toàn phá hủy. Giữa năm 1158 và khoảng 1.170 hình thành ở Praha cây cầu đá đầu tiên theo kiến trúc Roman, được gọi là cầu Judith (được đặt tên theo Judith von Thüringen, vợ của công tước Vladislav II). 1342 cầu này cũng bị phá hủy bởi lũ Magdalene.
Hoàng đế Karl IV đặt viên đá xây cầu Karl đầu tiên vào năm 1357.
Sóng thủy triều nhỏ và lớn cùng việc sông đóng băng đe dọa cây cầu trong quá trình lịch sử của nó nhiều lần, gần đây nhất là trong những năm 1872-1874, năm trụ cột đã bị hỏng nặng. 1890 thêm hai cột trụ bị sập do các thân cây bị nước cuốn đi. Việc sửa chữa kéo dài đến 2 năm.

## Kiến trúc

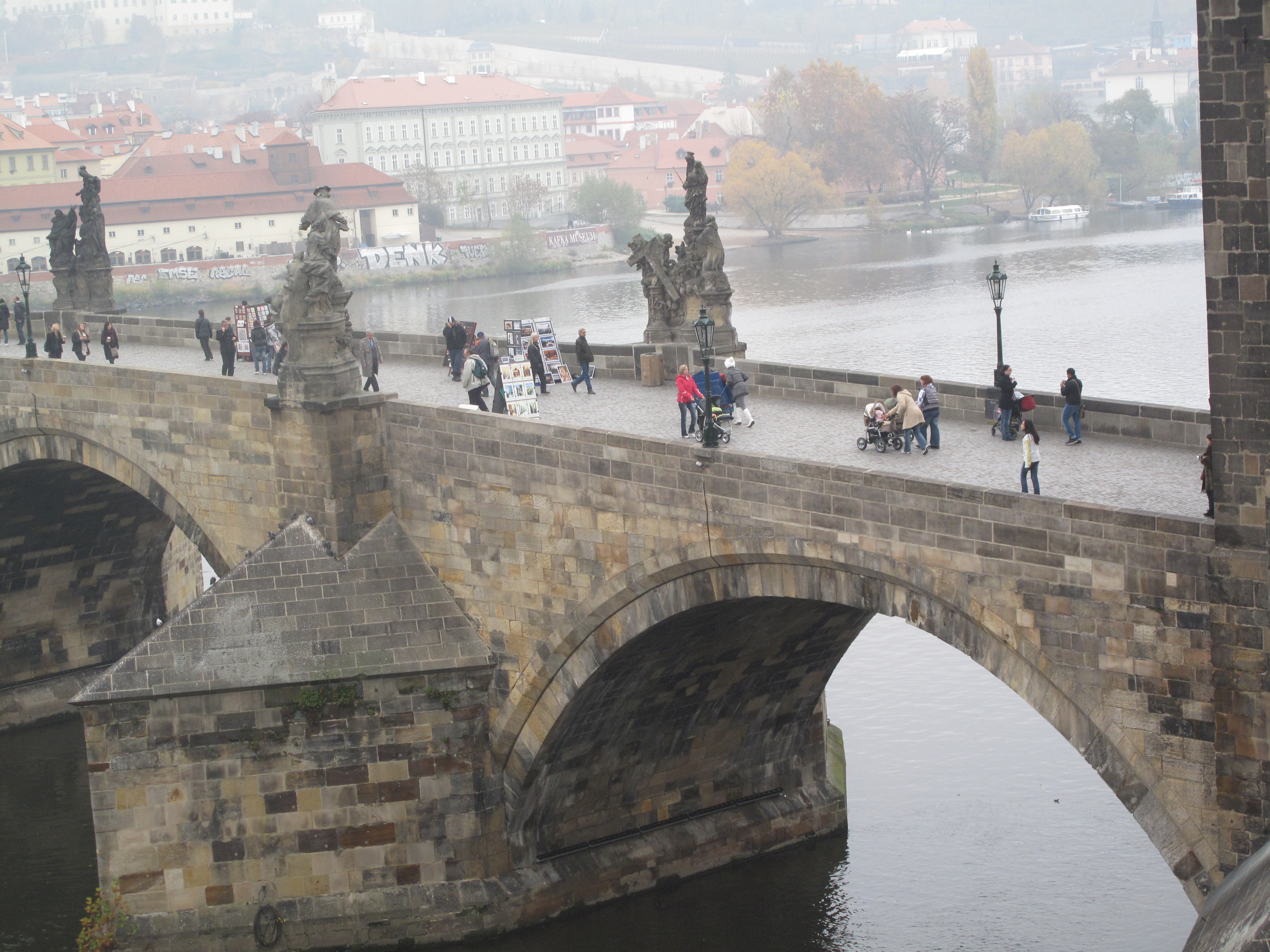
Nhìn gần

Cầu được xây theo mô hình cây cầu đá ở Regensburg (Đức) là cây cầu vòm với 16 vòm. Chiều dài của nó là 516 mét và chiều rộng của nó khoảng 10 mét. Các vòm được bố trí gần như đối xứng trên toàn bộ cấu trúc cây cầu. Vật liệu xây dựng là cối xay cũ, đá hoa cương từ lòng sông và sa thạch đến (từ mỏ đá ở Hloubětín ). Theo truyền thuyết, vữa được thêm trứng để tăng độ ổn định, tuy nhiên theo phân tích khoa học về các vật liệu nhân dịp tái kiến tạo trong năm 2008 cho thấy có mâu thuẫn. Các chất phụ gia như pho mát và rượu vang để làm thành "vữa La Mã" thì có thể chứng minh được.